# Гринвуд (город, Миннесота)
Гринвуд (англ. Greenwood) — город в округе Хеннепин, штат Миннесота, США. На площади 1,6 км² (0,9 км² — суша, 0,7 км² — вода), согласно переписи 2010 года, проживают 688 человек. Плотность населения составляет 781,15 чел./км². 
- Телефонный код города — 952
- Почтовый индекс — 55331
- FIPS-код города — 27-25918[1]
- GNIS-идентификатор — 0644453[2]